# クロード＝ベニーニュ・バルバトル
クロード＝ベニーニュ・バルバトル（Claude-Bénigne Balbastre, 1724年12月8日 ディジョン - 1799年5月9日 パリ）はフランスの作曲家・オルガニスト・ハープシコード奏者。

## 生涯
バルバトルの父親はオルガニストで、2度の結婚で18人の子供がいた。父親から音楽の手ほどきを受け、後にクロード・ラモー（ジャン＝フィリップ・ラモーの弟）に師事した。
その後ジャン＝フィリップ・ラモーの後押しもあり、1750年にパリへ渡った後1755年にコンセール・スピリチュエルでデビュー。さらに1760年にノートルダム大聖堂のオルガニストに就任。1776年にはルイ16世の弟プロヴァンス伯（後のルイ18世）付きのオルガニストに指名され、マリー・アントワネットにもクラヴサンの指導を行うなど権勢を誇った。しかし、フランス革命の勃発によりその地位を失い、晩年はラ・マルセイエーズ、サ・イラなどの革命歌を編曲しつつ貧困のうちに没した。